# Omega1 Scorpii
Pour les articles homonymes, voir Omega Scorpii.
Désignations
Omega1 Scorpii est une étoile de la constellation zodiacale du Scorpion. Avec une magnitude apparente de 3,95, elle est visible à l'œil nu. Des mesures de parallaxe permettent d'estimer sa distance à environ 470 années-lumière du Soleil. Elle est membre de l'association Scorpion-Centaure.
C'est une étoile de type B de la séquence principale de type spectral B1 V. Elle possède une luminosité de 9 120 soleils, consistante avec un âge isochrone de 5 millions d'années et une masse estimée à 11 masses solaires. Son rayon est environ 6,6 fois celui du Soleil. La température effective de son atmosphère externe est de 26 530 K.
Omega1 Scorpii est une variable de type β Cephei qui connaît des pulsations non-radiales à une fréquence de 15 cycles par jour. Ceci fait varier sa température de surface entre 28 300 K et 22 600 K le long de son équateur. Elle tourne rapidement sur elle-même avec une vitesse de rotation projetée de 105 km/s, ce qui lui donne une période de rotation estimée à 14h40. Ses pôles sont inclinés à environ 60° par rapport à la ligne de vue depuis la Terre.